# Introducing (album)
Introducing je studijski album Primož Grašič Tria, ki je izšel leta 1995 pri hrvaški založbi Jazzette. Primož Grašič Trio sestavljajo Primož Grašič, Niels-Henning Ørsted Pedersen (bas) in Martin Drew (bobni). Skladbe so bile posnete v zagrebškem jazz klubu B.P. Club, 29. marca 1995.
Album je bil leta 1995 nominiran za najboljši jazzovski album na hrvaškem.

## Seznam skladb
| Št. | Naslov                                         | Dolžina |
| --- | ---------------------------------------------- | ------- |
| 1.  | „Oleo‟ (Sonny Rollins)                         | 6:04    |
| 2.  | „Loverman‟ (Roger Ramirez)                     | 10:39   |
| 3.  | „I'll Remember April‟ (Gene DePaul)            | 9:00    |
| 4.  | „What's New‟ (Bob Haggart)                     | 10:58   |
| 5.  | „Just Friends‟ (John Klenner)                  | 7:57    |
| 6.  | „Stella by Starlight‟ (Victor Young)           | 7:18    |
| 7.  | „Billy's Bounce • Au Privave‟ (Charlie Parker) | 5:30    |
| 8.  | „Late, Late B.P. Club Blues‟ (Primož Grašič)   | 7:59    |

## Primož Grašič Trio
- Primož Grašič – kitara
- N. H. O. Pedersen – bas
- Martin Drew – bobni